# Reisegeschwindigkeit
Unter Reisegeschwindigkeit versteht man die durchschnittliche Geschwindigkeit auf einer Reise.

## Definition

### Reisegeschwindigkeit und Reisedauer
Bezogen auf den einzelnen Passagier und den einzelnen Transportfall gilt allgemein:
{\displaystyle \mathrm {Reisegeschwindigkeit} ={\frac {\mathrm {Reiseweite} }{\mathrm {Reisedauer} }}}
Reiseweite ist der Reiseweg, die Wegstrecke zwischen Antrittsort und Ziel,
Reisedauer ist die Zeitspanne, die für die Reise aufgewendet werden muss.
Umgekehrt gilt Reiseweite (in Wegstunden) = Reisegeschwindigkeit (in km/h) × Reisedauer (in Stunden), dasselbe auch für Berechnung längerer Reisen in Tagen.
In diesem Sinne lassen sich etwa historische oder geographische Vergleiche über Reisezeiten bestimmen. Ob man mit Reiseweg die Strecke Luftlinie, oder Verkehrsweg meint, ist dahingestellt.
Weil man bei einer Reise im Allgemeinen mehrere verschiedene Verkehrsmittel benutzt, sind die Begriffe Antrittsort und Ziel im jeweiligen Kontext zu sehen, also ob „von Haus zu Haus“ gerechnet wird, oder nur die Etappe eines Verkehrsmittels betrachtet wird. Auch, ob die Fragestellungen einen speziellen Reisefall, die Leistungsfähigkeit eines Verkehrsmittels, oder die der Infrastruktur betrifft, führt zu anderen Begriffen. Daher gibt es mehrere speziellere Definitionen.

### Reisegeschwindigkeit und Fahrgeschwindigkeit
In der allgemeinen logistischen Verkehrsplanung unterscheidet man zwischen Reise- und Fahrgeschwindigkeit eines Verkehrsmittels: Der Begriff Reise umfasst im Allgemeinen die ganze Zeitspanne vom Antritt bis zum Erreichen des Ziels. Die Reisegeschwindigkeit schließt auch die Rüstzeiten vor Antritt und am Ende ein. Daher gilt allgemein, dass die Reisegeschwindigkeit niedriger als die Fahrgeschwindigkeit ist. Außerdem gilt, dass die Differenz zwischen Reise- und Fahrgeschwindigkeit (also die Rüstzeiten) umso höher ist, je schneller das Verkehrsmittel ist. Die Rüstzeit eines Radfahrers ist nahezu null, die im Flugverkehr lang, sowohl absolut wie auch in Bezug zur Reisedauer.
So meint man bei Eisenbahn die durchschnittliche Geschwindigkeit, bezogen auf die Gesamtfahrzeit zwischen Abgangs- und Ankunftsbahnhof einschließlich etwaiger Zwischenhalte, bei Straßenfahrzeugen (z. B. Autos) die durchschnittliche Geschwindigkeit für die Gesamtstrecke zwischen Start- und Zielpunkt, unter Berücksichtigung der Pausen unterwegs.
Im Fernverkehr ist auch die Frage, ob man von Bahnhof zu Bahnhof bzw. Flughafen zu Flughafen, oder etwa von Stadtzentrum zu Stadtzentrum misst (Anreisezeiten) – je nachdem fallen Vergleiche ganz unterschiedlich aus. Im Individualverkehr stellt sich diese Frage etwa, ob man Reisegeschwindigkeiten von Stadt zu Stadt einschließlich des Stadtverkehrs bis zur Auffahrt auf die Fernverkehrsstraße meint, oder ab Stadtgrenze.

### Reisegeschwindigkeit und Betriebsgeschwindigkeit
Unter technischen Gesichtspunkten nennt man auch die Geschwindigkeit eines Verkehrsmittels ‚Reisegeschwindigkeit‘, die unter spezifisch gegebenen Umständen eines Reisewegs, nicht einer konkreten Reise erreicht wird. Die Reisegeschwindigkeit ist dann die für ein Verkehrsmittel typische optimale Dauergeschwindigkeit (Betriebsgeschwindigkeit), wie sie im Linienbetrieb erreicht wird.
Neben der maximalen zulässigen (streckenabhängigen) Höchstgeschwindigkeit (Tempolimit) und der bauartbedingten Höchstgeschwindigkeit gibt man bei Lokomotiven bzw. Zügen auch die Betriebsgeschwindigkeit auf Normstrecke und die Auslegungsgeschwindigkeit innerhalb des Streckennetzes an und subsumiert letztere beide zur ‚Reisegeschwindigkeit‘ (die Reisegeschwindigkeit einer modernen Hochgeschwindigkeitsgarnitur ist auf einer für sie konstruierten Hochgeschwindigkeitsstrecke anders zu bemessen als im Mischbetrieb im klassischen Schienennetz).

### Reisegeschwindigkeit und Verkehrsgeschwindigkeit
Bezogen auf die Verkehrsinfrastruktur und die konkreten Verhältnisse einer Strecke nennt Reisegeschwindigkeit die durchschnittliche Geschwindigkeit aller Verkehrsteilnehmer, die auf der Strecke innerhalb des regulären Reisebetriebs auf freier Wegstrecke und in freiem Verkehr erreicht wird.
Der Begriff ist dann nicht mehr auf Antrittsort und Ziel eingeschränkt, so spricht von ‚Reisegeschwindigkeit‘ für die Verkehrsgeschwindigkeit auf einem Streckenabschnitt, wie sie auf diesem als Etappe im normalen Reiseverkehr angestrebt wird, oder im Flugverkehr für die Strecke im Reiseflug möglich ist, die cruising speed auf Reiseflughöhe.
Die Ermittlung der Reisegeschwindigkeit gemittelt über die Fahrzeuge ist im Straßenverkehr dann keineswegs trivial, und komplex, was deren Messung oder Modellierung betrifft. Wenn die Verkehrsgeschwindigkeit der Verkehrsfluss je Zeit ist, ist die mittlere Reisegeschwindigkeit des Streckenabschnittes etwa definiert als der gleitende Mittelwert über die ermittelten Einzelgeschwindigkeiten an einer Messstelle vorbeifahrender Fahrzeuge (vgl. Fundamentaldiagramm des Verkehrsflusses).

### Reisegeschwindigkeit und Reisequalität
Und zuletzt nimmt man für die Reisegeschwindigkeit die Geschwindigkeit als Bemessungsgrundlage, die eine optimale Reisequalität, und auch eine maximale Sicherheit garantiert.
So ist die empfohlene Reisegeschwindigkeit für den Autofahrer eine dem Verkehrsaufkommen, der Tageszeit, den Strecken- und Witterungsverhältnissen, aber auch der Leistungsfähigkeit des Fahrzeugs angepasste Richtgeschwindigkeit, im Schiffsverkehr eine, die nach Seegang und Wind noch sinnvoll eingehalten werden kann, oder im Flugverkehr die, die in Abhängigkeit von Turbulenzen noch für Pilot und Passagiere geflogen werden kann.

### Haltestellenaufenthalte
Die durchschnittliche Reisegeschwindigkeit eines öffentlichen Verkehrsmittels ist abhängig von der Anzahl der Haltestellen, der jeweiligen Haltedauer und der Entfernung der Haltestellen voneinander. Bei enger Haltestellendichte können beispielsweise schnelle Verkehrsmittel (etwa U-Bahnen im Stadtzentrum) ihre Höchstgeschwindigkeit gar nicht erreichen oder diese nur auf kurzen Distanzen ausnützen, die zeitoptimierte Fahrt zwischen zwei Haltestellen besteht dann nur aus Beschleunigung und Abbremsen.

## Historische Entwicklung
Durchschnittliche Reisegeschwindigkeiten unterschiedlicher Verkehrsmittel im Laufe der geschichtlichen Entwicklung. Die Angaben der Geschwindigkeit beziehen sich auf durchschnittliche Leistungen nach Stand der Technik im regulären Betrieb: Im Stadtraum etwa liegt die effektive Verkehrsgeschwindigkeit (unter Einbezug von Stehzeiten der Verkehrsleiteinrichtungen, Geschwindigkeitsbeschränkung, Verkehrsstau, Parkplatzsuche und Haltestellenaufenthalte) heute durchwegs um die 10–15 km je Stunde, wie zu Zeiten des Pferdeverkehrs. Auch sind heute noch Reisezüge auf Strecken unterwegs, die Durchschnittszeiten der 1950er-Jahre widerspiegeln, Regionalverkehrszüge mit häufigen Zustiegshalts und Nachrang gegenüber Fernreisezügen liegen noch weit darunter (um die 40–50 km/h).
| km/h           | Epoche / Jahr | Verkehrsmittel                | Anmerkungen |
| -------------- | ------------- | ----------------------------- | --- |
| 0.000.000.004  |               | Fußgänger, Packtiere          | 10 Wegstunden, Tagesreise bis ca. 40 km in der Ebene Tagesmarsch, militärisch: 22,5 km, Gewaltmärsche bis 50 km Meldeläufer, etwa die Chaski der Inka: 3–400 km Luftlinie (Tages- und Nachtdauerlauf in der Staffel)                                                                             |
| 0.000.000.02,5 |               | Ochsenkarren                  | Ochsen waren im Mittelalter die meistverbreiteten Zugtiere für Wagen und landwirtschaftliche Geräte, Ochsen konnten Tagesleistungen von 10–30 km erreichen. |
| 0.000.000.024  | 1850er        | Reitpferd                     | Pony-Express: Der schnellste Ritt einer Teilstrecke über 193 km erfolgte in 8 Stunden und 10 Minuten. |
| 0.000.000.015  | heute         | Fahrrad                       | Übliches Sattel-Fahrrad. 2021 erreichte Christoph Strasser 1026 km in 24h bzw. 42 km/h. Stundenweltrekord 56 km/h. (200 m Rekord mit Bahnrad: 77 km/h) |
| 0.000.000.040  | heute         | Fahrradart Velomobil          | Windschnittiges Liegefahrrad mit Stromlinienverkleidung. 2010 erreichte Christian von Ascheberg 1219 km in 24h bzw. 50 km/h auf dem Lausitzring mit einem Velomobil. Stundenweltrekord Erwachsene: 90 km/h; Junior (15–17): 69 km/h (200 m-Rekord Erwachsene: 144 km/h; Kinder (12–14): 92 km/h) |
| 0.000.000.002  | 1700er        | Postkutsche                   | Tagesleistung: 20–30 km |
| 0.000.000.003  | 1800er        | Postkutsche                   | |
| 0.000.000.004  | 1815er        | Postkutsche                   | |
| 0.000.000.006  | 1830er        | Postkutsche                   | |
| 0.000.000.010  | 1850er        | Postkutsche                   | Tagesleistung: 100–120 km |
| 0.000.000.009  | 1840er        | Eisenbahn (Pferdebahn)        | Tagesleistung: 128 km Linienbetrieb Pferdeeisenbahn Budweis–Linz seit 1836, ab: 5 Uhr, an: 19 Uhr |
| 0.000.000.035  | 1850er        | Eisenbahn (Dampf)             | |
| 0.000.000.050  | 1870er        | Eisenbahn (Dampf)             | |
| 0.000.000.090  | 1910er        | Eisenbahn (Dampf)             | |
| 0.000.000.120  | 1930er        | Eisenbahn (Dampf)             | |
| 0.000.000.125  | 1980er        | Eisenbahn (Diesel/Elektrisch) | |
| 0.000.000.318  | heute         | Eisenbahn (Elektrisch)        | Peking-Nanjing, 1022 km, Fahrzeit drei Stunden und 13 Minuten (Stand 03/2023). |
| 0.000.000.028  | 1950er        | U-Bahn (Elektrisch)           | Reisegeschwindigkeit der Hamburger S- und U-Bahn |
| 0.000.000.015  | 1905          | Auto                          | |
| 0.000.000.050  | 1940          | Auto                          | |
| 0.000.000.060  | heute         | Auto                          | Durchschnittliche Reisegeschwindigkeit im deutschsprachigen Raum, über Land. Im Stadtzentrum fällt die Reisegeschwindigkeit mitunter bis unter diejenige des Fahrrads zurück. |
| 0.000.000.01,8 | 1600er        | Treideln (Schiffszieher)      | Geschwindigkeit durch das menschliche Schiffsziehen stromaufwärts mit einer Tagesleistung von ca. 8–20 Kilometer |
| 0.000.000.018  | 1850er        | Segelschiff                   | Geschwindigkeit kurzfristig bei optimalen Windverhältnissen; demgegenüber als praktisches Beispiel die Reisedauer des Walfangschiffes Essex 1820 von Nantucket/Ostküste USA bis zum Fanggebiet vor Peru / Westküste Südamerika: ca. 10 Monate für ca. 18.000 km! Vergleiche auch: Etmal          |
| 0.000.000.016  | 1838          | Dampfschiff                   | 380 km: Great Western Bristol – New York 1838, 8,66 Kn = 16 km/h |
| 0.000.000.066  | 1952          | Dampfschiff                   | 5.450 km: United States New York – Southampton 1952, 35,6 kn = 66 km/h |
| 0.000.000.039  | heute         | Frachtschiff                  | Wegen Überkapazitäten und um Treibstoffkosten zu sparen, reduzierten die größten Frachtschiffe ihre Reisegeschwindigkeit um 2015/2016 von etwa 23 kn auf 21 kn |
| 0.000.000.185  | 1930er        | Flugzeug                      | z. B. Ju 52, 15 Passagiere, bei 1300 km Reichweite |